# Hedwigia ciliata
Hedwigia ciliata là một loài Rêu trong họ Hedwigiaceae. Loài này được (Hedw.) P. Beauv. mô tả khoa học đầu tiên năm 1805.

## Hình ảnh

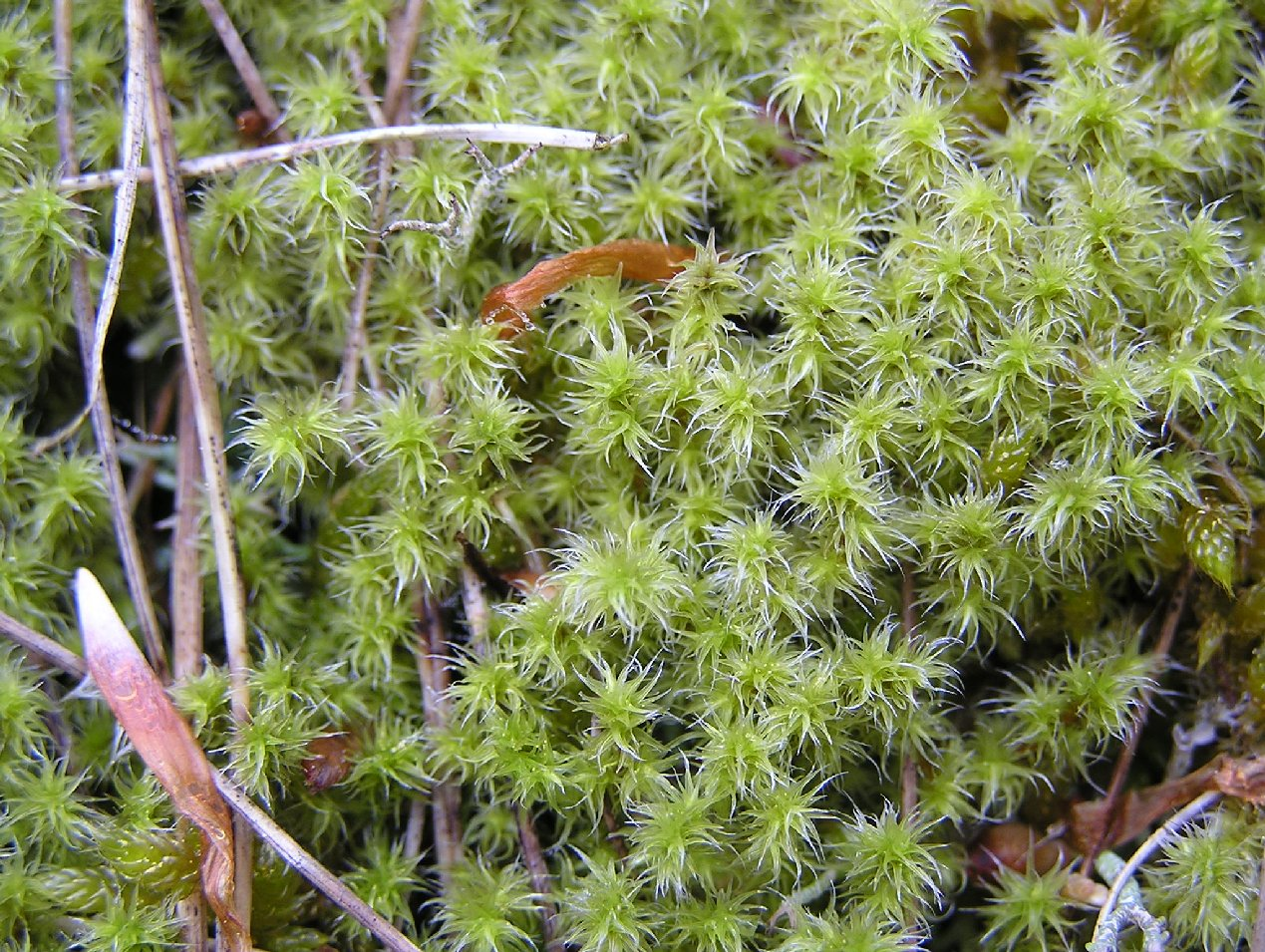
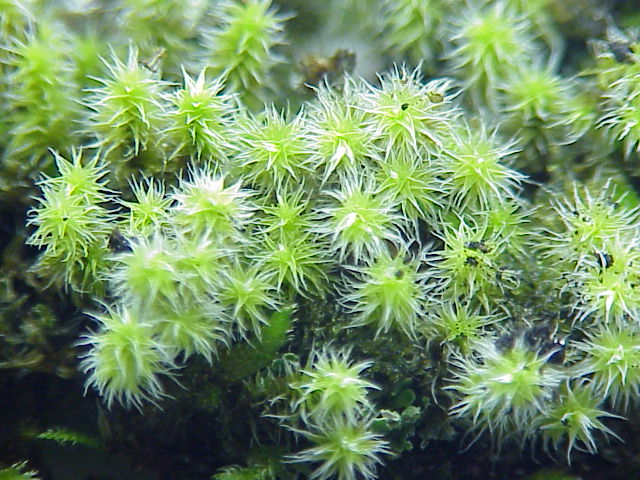
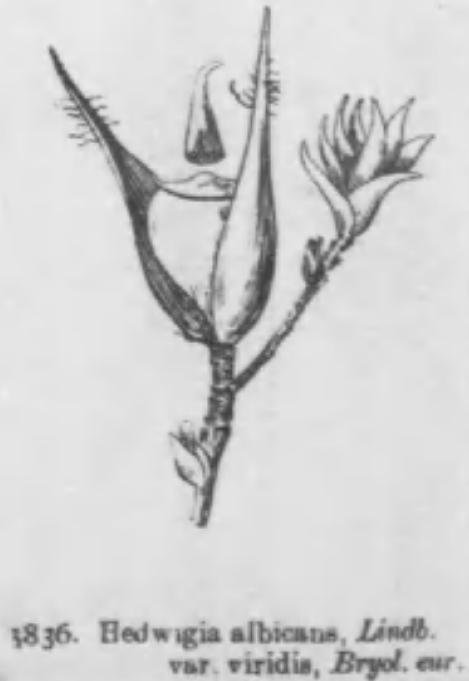
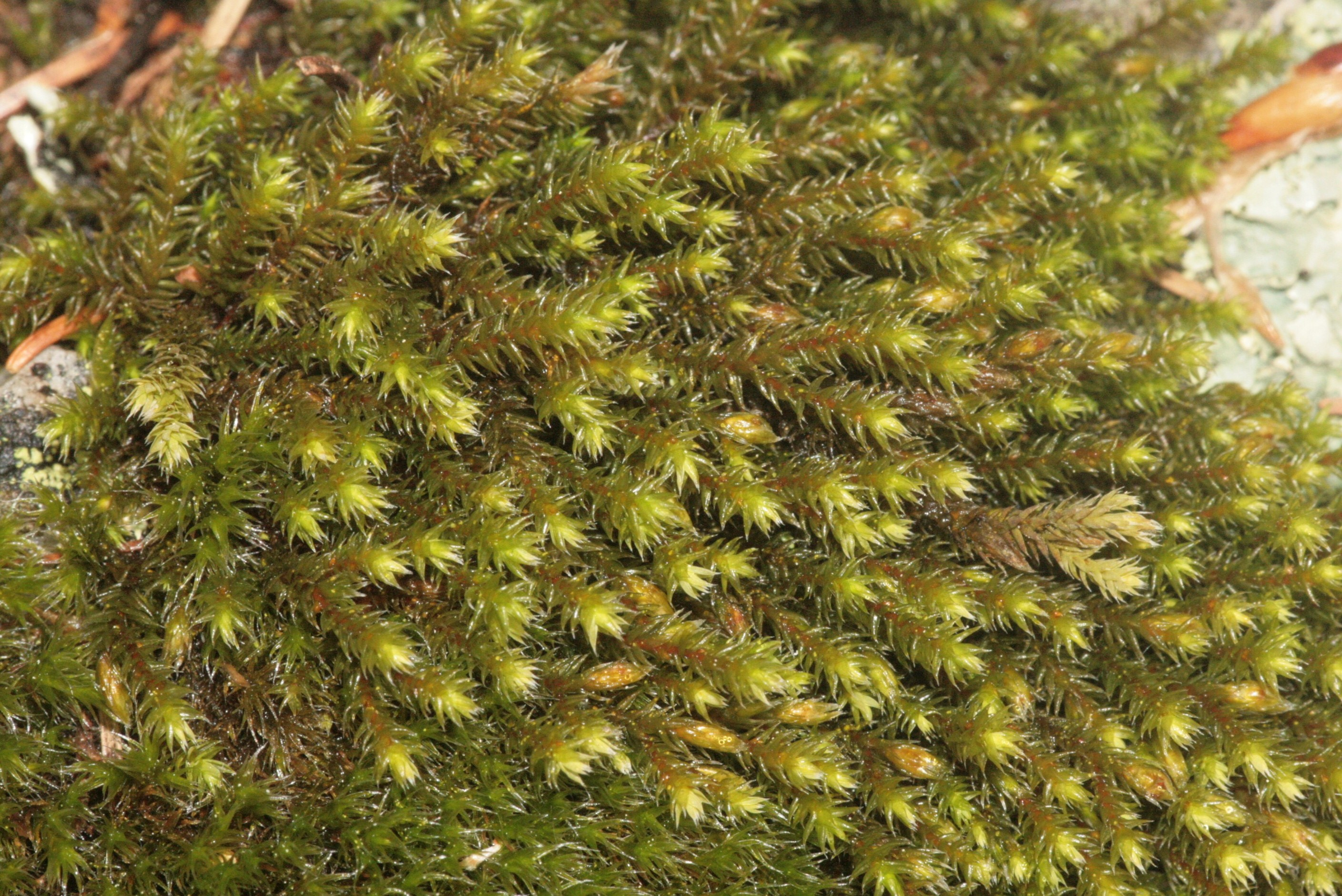